# Tony Bray
Anthony Bray, detto Tony, noto anche con lo pseudonimo di Abaddon (Newcastle upon Tyne, 17 settembre 1957), è un batterista britannico, noto per la sua militanza nel gruppo heavy metal Venom dal 1979 al 1992 e dal 1995 al 1999.

## Biografia

### Primi anni (1979-1980)
Anthony inizia a suonare la batteria nel 1979, quando insieme al suo amico (e futuro manager dei Venom) Eric Cook alla chitarra, Clive Archer (futuro cantante della prima formazione dei Venom) alla voce e Jeffrey Bray al basso, fonda la sua prima band chiamata "Oberon".
Il chitarrista Jeffrey Dunn incontra il vocalist Clive Archer ad un concerto dei Judas Priest a Newcastle, poi dopo diversi incontri ubriachi in vari pub a Newcastle, Jeff decide di lasciare che Clive e il suo batterista provino un'audizione per i posti vacanti nella sua band.  La formazione iniziale trova stabilità con l'ingresso di Cronos che, da chitarrista ritmico passa al basso e la band registra la demo del 1980 "Demon".

### Il successo e la carriera con i Venom (1981-1987, 1989-1993, 1995-1999)
Prende il suo pseudonimo dall'Antico Testamento, dove il nome Abaddon ("rovina" in ebraico) indicava inizialmente i luoghi della morte, il mondo sotterraneo. Nell'apocalisse diventa un angelo infernale, il signore delle cavallette demoniache. Inoltre disegna il primo logo dei Venom (che verrà poi usato nel disco di esordio Welcome to Hell) ispirandosi al logo di Roger Dean del 1983.
Successivamente incide con i Venom gli album Welcome to Hell (1981), Black Metal (1982), At War with Satan (1984), Possessed (1985), e poi Calm Before the Storm (1987) senza Mantas e con i chitarristi Mike Hickey e James Clare.
Dal 1987 al 1988 diventa tour manager della band Atomkraft capitanata da Tony Dolan detto "Demolition Man" e dopo l'uscita di Cronos dai Venom nel 1988 riesce ad ottenere un contratto con la Music for Nation e chiede a Tony "Demolition" di sostituire il ruolo che Cronos aveva nella band.
Successivamente riescono a riportare anche Mantas nella band e insieme incidono Prime Evil (1989), Temples of Ice (1991) e The Waste Lands (1992).
Tuttavia la band entra in crisi nel 1993 e in seguito riprende l'attività nel 1995 con il ritorno di Cronos per la reunion della formazione originale al Waldrock Festival nei Paesi Bassi.
Successivamente, incide con i Venom l'album Cast In Stone (1997), apportando alcune sue influenze industrial in alcune tracce come Domus Mundi e Swarm.
Il 10 luglio 1998 tiene il suo ultimo concerto insieme ai Venom per la data al festival tedesco "With Full Force" e successivamente viene cacciato dalla band dopo aver tentato a sua volta di cacciare Cronos dal gruppo.
Nonostante tutto, mentre Cronos e Mantas sono in Germania a registrare le loro parti per il disco successivo, i due gli inviano delle registrazioni con le linee guida della batteria, ma Abaddon si rifiuta di suonare insieme a loro e così Cronos lascia incidere definitivamente le tracce a suo fratello Antton.

### Carriera solista (2000)
Il batterista Abaddon ha avviato una carriera solista nel 1999, dopo essere stato cacciato dai Venom, pubblicando un album Industrial contenente anche due tracce dell'album dei Venom Cast In Stone: Domus Mundi e Swarm, con differenti titoli e un sound totalmente depurato dai contributi di Cronos e Mantas.

### Reunion con la formazione dei Venom '90 sotto il nome Venom Inc. (2015-2018)
Ad aprile del 2015 viene contattato per suonare al "Keep It True Festival" in una data degli M-Pire of Evil al fianco dei suoi vecchi compagni di band Mantas e Demolition Man, riunendo così la formazione dei Venom del 1990. Questa esibizione porterà a riunire la formazione sotto il nome Venom Inc. ed ottenendo largo consenso da promoter, organizzatori di festival e dall'etichetta Nuclear Blast per la quale la band fa uscire l'album Avé.
A marzo del 2018, il batterista Abaddon lascia temporaneamente i Venom Inc. per dedicarsi alla famiglia, vista la recente nascita di sua figlia. Intanto Jeramie Kling (proveniente dai The Absence) prende il suo posto suonando nel tour europeo della band. Tuttavia, in seguito ad alcune divergenze personali e stilistiche con gli altri membri della band, Abaddon decide di non tornare più, lasciando la band e così Jeramie Kling prende parte anche alle registrazioni per il prossimo disco.

### Ripresa dell'attività con la band solista "Abaddon" (2016-oggi)
Il batterista ha rimesso il suo progetto solista nel 2016, trasformandolo in una vera e propria band e pubblicando un EP intitolato Flowers of Evil dalle sonorità Heavy metal. Attualmente la band chiamata "Abaddon" sta lavorando sulle tracce del prossimo disco.

## Altre attività, curiosità e vita privata
Dal 1987 al 1988 è stato tour manager della band Atomkraft capitanata da Tony "Demolition Man" Dolan.
Nel 1985, sulla copertina dell'album Possessed, figura suo figlio Jon (nato nel 1980) che è il bambino a destra.
Dal 1987 ha acquistato insieme ad Eric Cook i Lynx Studios di Newcastle, e con la collaborazione nella gestione anche da parte di Kevin Ridley della band Skyclad, in qualità di ingegnere del suono. Questi studi furono creati inizialmente dal cantante degli AC/DC, Brian Johnson, il quale li lasciò alla sua ex-moglie Carole come parte di un accordo di divorzio. Così, dopo che Tony Bray ed Eric Cook andarono a trovare Carole, ne acquisirono la gestione. Durante il primo periodo, l'ingegneria sonora è stata curata da Keith Nicholl, dopo che l'ex-Angelic Upstart, Mond Cowie se n'era andato. Nel 1987 fu registrato l'album dei Tygers of Pan Tang, Burning in the Shade (1987) ed in seguito furono realizzati la maggior parte dei filmati e della produzione live di MTV durante la prima metà degli anni novanta. Con Kevin Ridley in qualità di ingegnere del suono, sono stati prodotti diversi dischi come Burning in the Shade (1987), il secondo album degli Skyclad intitolato A Burnt Offering for the Bone Idol (1992); gli album dei Venom dal 1989 al 1996 come Prime Evil, Temples of Ice, The Waste Lands e Cast In Stone; ed il primo album degli Anathema The Silent Enigma (1995).
Il 22 aprile 2017 si è sposato con sua moglie Rachel Whitfield dalla quale ha avuto una bambina chiamata Anja Bella Bray.

## Discografia

### Con i Venom

#### Album in studio
- 1981 - Welcome to Hell
- 1982 - Black Metal
- 1983 - At War with Satan
- 1985 - Possessed
- 1987 - Calm Before the Storm
- 1989 - Prime Evil
- 1991 - Temples of Ice
- 1992 - The Waste Lands
- 1997 - Cast in Stone

#### EP
- 1985 - Canadian Assault
- 1985 - American Assault
- 1985 - French Assault
- 1986 - Scandinavian Assault
- 1986 - German Assault
- 1986 - Nightmare
- 1990 - Tear Your Soul Apart
- 1996 - Venom '96

#### Live album
- 1986 - Eine Kleine Nachtmusik

#### Raccolte
- 1986 - The Singles 80-86
- 1991 - In Memorium
- 1992 - The Book of Armageddon
- 1993 - Skeletons in the Closet
- 1993 - Kissing the Beast
- 1994 - Old, New, Borrowed and Blue
- 1996 - Black Reign
- 1997 - From Heaven to the Unknown

### Con i Venom Inc.
- 2017 - Avé